# Ivan Grafenauer
Ivan Grafenauer, slovenski narodnjak koroškega rodu, gimnazijski profesor, jezikoslovec, zlasti literarni  zgodovinar, etnolog, * 7. marec  1880, Velika vas (Micheldorf) pri Šmohorju, † 29. december 1964, Ljubljana.

## Rod in otroška leta
Ivan Grafenauer je bil rojen 7. sušca 1980 na maternem domu pri Otartu (Gothardt, rodbinsko ime Flaschberger) , v "Bličej vasi" (Veliki vasi št. 21) v brški fari pri Šmohorju v Ziljski dolini. 

Skoraj polna štiri leta je živel fantič v tej hiši, sedežu trdnega gruntarskega rodu, ki je bival tod vsaj že od 1661, ko se začnejo matične knjige brške fare. Oče Miha , tedaj brški "mežnar in organist", in mati Liza sta se poročila v predpustu 1884, v nedeljo 10. februarja, in tako se je prijelo Ivana v domači vasi v prvih otroških letih ime "Lizin Hans" in se ga držalo pri njegovih starih sorodnikih na Zilji do konca njihovega življenja. — Bogo Grafenauer, Življenjepis, v:  Življenje in delo, v Ivan Grafenauer, Kratka zgodovina starejšega slovenskega slovstva (1973)
Krščen je bil, in v krstno knjigo vpisan kot Johann Grafenauer, v cerkvi svetega Mihaela, župne cerkve nekoč precej bolj obsežne brške fare na Brdu v Ziljski dolini.
Po očetovi strani spada v enega med koroškimi Slovenci najbolj znanih rodov, ki je imel pred in po 1900 precej zasluge, da je bila občina Brdo po svoji narodni zavednosti dolgo tako nenavadno trdna slovenska postojanka v Ziljski dolini, čeprav leži prav ob slovensko-nemški narodnostni meji. Rod je bil v brški fari močno razširjen in izvira gotovo z grunta Kəsəzloga (še 1679 je v matičnih knjigah zapisan "Chassoz", v knjižni obliki je bilo ime pokvarjeno - po mestniku v "Kozloz", nem. Grafenau, kjer je v 17. stoletju še živela družna Jurija Grafenauerja.

Že v zadnjih desetletjih 17. stoletja, ko se je priženil praded  pradeda Ivana Grafenauerja, Simon, na Hoffmannovo kmetijo v Mostah  (10. februar 1670), so živele v brški fari štiri družine s tem priimkom (dva očeta sta bila Jurija, tretji Gregor, četrti Simon), vendar po matičnih knjigah ni mogoče ugotoviti stopnje njihovega sorodstva. Zanimivo je, da je omenjena v latinsko pisanih krstnih knjigah žena enega od obeh Jurijev, Marija, kot "Groufenauerza (6. junija 1664) kar je pač pričevanje o slovenski govorici v družini. — Bogo Grafenauer, Življenjepis, v:  Življenje in delo, v Ivan Grafenauer, Kratka zgodovina starejšega slovenskega slovstva (1973)

Grafenauerji so večinoma bili že od 16. stoletja kajžarski rod (le redke družine so imele grunt, poleg Hoffmannove kmetije še nekaj časa ena na Brdu). Večina kajž je imela obrtniška imena. Zotlerjevi so tako bili v začetku čevljarji, Mihov oče Janez pa že tudi brški mežnar in organist.  
V letu po Mihovi ženitvi je bilo v Zotlarjevi kajži tesno: poleg "brškega mežnarja in organista" Mihe z dvema otrokoma in tretjim na poti še Mihov starejši brat Janez z družino, poleg tega pa še preužitkarja, Ivanova ded Janez in babica Marija (rojena Jank iz Potoč). 

Leta 1885 je Miha postal cerkovnik in organist pri župni in romarski cerkvi sv. Križa na Peravi (tedaj še na robu Beljaka, zdaj Beljak). Mater z otroki je neke mrzle zimske noči v košu za njimi pripeljal njen oče (Ivanov ded) Janez Flashberger decembra tistega leta.— Bogo Grafenauer, Življenjepis, v:  Življenje in delo, v Ivan Grafenauer, Kratka zgodovina starejšega slovenskega slovstva (1973)
Kot njegov oče, sta bila tudi njegova sorodnika - znana koroška organista in graditelja orgel - zavedna Slovenca in narodna buditelja - Josip Grafenauer in njegov sin,  kot zastopnik koroških Slovencev poslanec najprej v koroškem deželnem, kasneje pa tudi v državnem zboru, Franc Grafenauer, iz Most pri Veliki vasi pri Šmohorju. Čeprav je bil v sorodstvu z Ivanom šele v sedmem kolenu (mali bratranec Ivanovega očeta), so ga tudi Ivanovi otroci vedno klicali za "Plicovega strica". 
Med drugim je Jožef Grafenauer (med 1865 in 1868) izdelal tudi orgle v cerkvi sv. Križa (na Peravi) in jih 1876 še razširil.  Oba (Jožef in Franc) skupaj pa sta (l. 1882, ko je bil mali Ivan star 2 leti in je bil njegov oče še tam mežnar in organist) naredila tudi orgle v cerkvi na Brdu, torej tisti, ki stoji nedaleč od Otartove domačije, v kateri je tedaj Ivan kot otrok živel pri dedu, v tisti cerkvi, v kateri je bil tudi krščen, in od koder je le nekaj korakov proč kasneje hodil v prve razrede ljudske šole. Ne le glasba in ljubezen do - še posebej slovenskega - jezika sta bili torej res že rodove nazaj na veliko načinov doma v tej družini, tudi to kako nastaja glasbilo, kakršno so orgle, je mogel videti že kot otrok.
Peravška mežnarija je bila stisnjena med cesto in pokopališče in tam je fantiča, vajenega prosto tekati po bližnjih vaseh okrog Brda - pretežko imeti pred očmi, tako da se je že pred veliko nočjo 1886 vrnil na materin dom pri Zilji in - razen šolskega leta 1886/87 - do septembra 1889 tam na Brdu tudi končal ljudsko šolo do srede četrtega razreda, čeprav so ga nato v Beljaku postavili vnovič na začetek tretjega razreda. Tega do konca življenja ni mogel odpustiti tamkajšnjemu šolskemu upravitelju.
Oče in mati, ki je romarjem tudi prodajala spominke in druge zanje zanimive reči, sta sčasoma prihranila dovolj, da sta v tedanji vasi Waltersdorf postavila svojo hišo in tudi nakupila nekaj zemlje, kar jima je omogočilo zaslužiti tudi s prodajo mleka in drugega v mestu. 1906 je orgle v tej cerkvi, ki jih je nekaj desetletij prej naredil njegov oče, še enkrat razširil Franc Grafenauer in postavil tudi nov prosto stoječ igralnik.
V začetku marca 1916 med prvo svetovno vojno sta bila Miha Grafenauer in tedanji Peravski župnik Jurij Trunk osumljena veleizdaje (s cerkvenega stolpa naj bi dajala signale Italijanom). Skoraj hkrati - 4. marca - je bil zaradi izjav naklonjenosti do sovražnikov (Rusov) zaprt tudi Franc Grafenauer (16. maja obsojen na 5 let ječe, odsedel dobro leto in bil po amnestiji junija 1917 izpuščen. Tudi Miha je bil nekaj časa zaprt in je poleg tega po vojni izgubil zaposlitev na Peravi, tako da je prav ta zemlja omogočila družini preživetje..

## Šolanje in dosežki
Leta 1900 je dokončal beljaško klasično gimnazijo. V letih 1900–1904 je na Dunaju študiral slavistiko in germanistiko. Najprej je učil na gimnaziji v Kranju, od leta 1908 pa v Ljubljani. Leta 1917 je doktoriral na Dunaju, 1919. pa se je habilitiral v Zagrebu, kjer so se pripravljali učitelji za novo ljubljansko univerzo, vendar s kandidaturo v Ljubljani 1919 ni uspel in je predaval kot privatni docent samo en semester (1920/21). Leta 1940 je postal dopisni, 1946 pa redni član Slovenske akademije znanosti in umetnosti ter tajnik njegovega razreda za filološke in literarne vede. Leta 1947 je ustanovil komisijo, nato (1951) Inštitut za slovensko narodopisje pri SAZU (zdaj ISN ZRC SAZU) in bil njegov upravnik do smrti. Bil je tudi pobudnik za ustanovitev mednarodne zveze narodopiscev vzhodnoalpskih dežel – Alpes Orientales. Postal je častni član Slovenskega slavističnega društva in slovenskega etnološkega društva, leta 1964 pa je bil izvoljen tudi za častnega člana Mednarodnega društva za raziskovanje ljudskega pripovedništva. (International Society for Folk Narrative research).
Raziskoval je predvsem srednjeveško pismenstvo in starejšo slovensko književnost ter s primerjalno in kulturnozgodovinsko metodo motive in verzne oblike ljudskega slovstva.

## Družina
Z Ljudmilo, rojeno Dolžan iz Zabreznice je ustvaril veliko družino. Več izmed potomcev je znanih, nekateri med njimi otroci Bogo Grafenauer, Stanko Grafenauer, Marija Grafenauer (por. Vogelnik), Radogost Grafenauer, Gorazd Grafenauer, Bogomila, Milica, Vida (por. Hribar), Slavka (por. Hronek), Blagica, Vlasta, Svetoslava Ana (por. Zorč), Irena; vnuk Andrej Grafenauer in njegovi potomci (npr. Erazem) ter vnukinje Martina Zupan, Darja Mihelič, Irena Grafenauer, Eka Vogelnik (mati Brine) itn.

## Delo
Kot publicist je največ sodeloval pri Domu in svetu. Pripravljal je gimnazijske čitanke in pisal članke o novejših slovenskih pisateljih za enciklopedična dela. Podrobno je raziskoval srednji vek in zagovarjal tezo o nepretrgani slovstveni tradiciji v tej dobi. Vanjo se je najbolj poglobil z monografijo o karolinški katehezi in izvoru Brižinskih spomenikov. Njegova Kratka zgodovina slovenskega slovstva I–II je bila med vojnama najbolj razširjen gimnazijski priročnik.
Po upokojitvi leta 1940 se je skoraj popolnoma usmeril v narodopisje. Spojitev etnološke kulturnozgodovinske metode s primerjalno književnozgodovinsko mu je prinesla pomembne dosežke z dognanji o starosti naših ljudskih pesmi, njihovi motiviki in oblikovnih značilnostih. Monografija o Lepi Vidi (1943) velja za vrh Grafenauerjevega narodopisnega snovanja. Svoja etnološka in kulturnozgodovinska dognanja je strnil z obravnavo književnosti v zadnji, nedokončani verziji Kratke zgodovine starejšega slovenskega slovstva.

## Izbrana bibliografija
- Zgodovina slovenskega slovstva I–II, 1909–1911 (COBISS)
- Iz Kastelčeve zapuščine (komentirane objave), 1911 (COBISS)
- Kratka zgodovina slovenskega slovstva I–II, 1917–1919 (COBISS), 2. izdaja, 1920 (COBISS)
- Valentin Vodnik - pesnik, 1918 (COBISS)
- Karolinška kateheza ter izvor Brižinskih spomenikov, 1936 (COBISS)
- Lepa Vida: študija o izvoru, razvoju in razkroju narodne balade o Lepi Vidi, 1943 (COBISS)
- Slovenske pripovedke o kralju Matjažu, 1951 (COBISS)
- Narodno pesništvo, 1945 (COBISS)
- Narodopisje Slovencev, 1952 (COBISS)
- Spokorjeni grešnik: študija o izvoru, razvoju in razkroju slovensko-hrvaško-vzhodnoalpske ljudske pesmi, 1965 (COBISS)
- Kratka zgodovina starejšega slovenskega slovstva, 1973 (COBISS)
- Literarno-zgodovinski spisi, 1980 (COBISS)

## Uredniško delo
- Josip Jurčič, Spisi, I–X, 1917–1923 (COBISS)
- Valentin Vodnik, Izbrano delo, 1935 (COBISS)